# حديقة الصنائع
 حديقة الصنائع  هي حديقة عامة في العاصمة اللبنانيّة بيروت. تعد الحديقة كأحد آخر المتنفسات الخضراء لأهالي المدينة.

## تاريخ
شهدت الحديقة في العام 1982 تنفيذ حكم الإعدام بالمدعو إبراهيم طرّاف المدان بتهمة قتل ماتيلد الحلو و ولدها مارسيل باحوط.

## مشروع المرآب العام
شرعت بلدية مدينة بيروت بدراسة مشروع تحويل الحديقة إلى موقف للسيّارات لكن المشروع لاقى معارضة من قبل الكثيرين حيث اضطر المجلس البلدي للتخلي عنه.